# Matthew Flinders (Politikwissenschaftler)
Matthew Flinders (* 1972) ist ein britischer Politikwissenschaftler, der an der University of Sheffield forscht und lehrt. Er war von 2014 bis 2017 Vorsitzender der Political Studies Association (PSA).
Matthew Flinders studierte an der Loughborough University und der University of Sheffield, wo er 2000 zum Lecturer ernannt wurde, 2003 zum Senior Lecturer, 2005 zum Reader und 2009 zum Professor. Er ist in Sheffield Gründungsdirektor des Sir Bernard Crick Centre for the Public Understanding of Politics.
2009 wurde Flinders mit dem W. J. M. Mackenzie Prize der Political Studies Association für das Beste im Jahr 2008 veröffentlichte Buch ausgezeichnet.

## Schriften (Auswahl)
- Defending politics. Why democracy matters in the twenty-first century. Oxford University Press, Oxford/New York 2021, ISBN 978-0-19-964442-1.
- Democratic drift. Majoritarian modification and democratic anomie in the United Kingdom. Oxford University Press, New York 2009, ISBN 978-0-19-927159-7.
- Delegated governance and the British state. Walking without order. Oxford University Press, Oxford/New York 2008, ISBN 978-0-19-927160-3.
- The politics of accountability in the modern state. Ashgate, Burlington 2001, ISBN 0-7546-1721-1.